# Rio Cătunul
O Rio Cătunul é um rio da Romênia, afluente do Gaura, localizado no distrito de Braşov.